# Amapola Tour+Recorrido por el país
Es la novena gira que realizó la banda de rock argentino Divididos. Se divide en dos partes. Comenzó el 27 de marzo de 2010 en su primera parte, y terminó el 27 de febrero de 2011. En su segunda parte comenzó el 4 de marzo de 2011 y terminó el 24 de mayo de 2018. La primera parte estuvo enfocada en la presentación de Amapola del 66, mientras que la segunda está enfocada en el recorrido por la Argentina, que se desarrolla desde el año antes mencionado. Es en esta primera parte de la gira que durante su presentación llenaron diversos lugares. La presentación de este disco fue en junio en Capital Federal con dos conciertos en el estadio Luna Park. Luego llenaron otros lugares en lo que quedaba del año, y después de terminar la primera parte de la gira se metieron de lleno en el recorrido por el país. Durante los siguientes años, la banda siguió dando cientos y cientos de shows por el país, entre los que se destacan sus ya legendarios shows en el Teatro Flores. Tras esta extensa gira, que fue la más larga de la banda, ellos se encaminaron en su gira por los 30 años.

## Lanzamiento del disco, gira y recorrido por el país

### 2010
El día 17 de marzo, y después de 8 años de espera, sale Amapola del '66. Contiene 13 temas. La mayor parte de ellos son cantados por Ricardo Mollo, a excepción de Avanzando retroceden, que es cantada por Diego Arnedo. Lo curioso de este tema es que se interpreta sin la poderosa batería de Catriel Ciavarella. El tema Todos fue estrenado el 4 de abril de 2009 durante un concierto en el estadio de River en el marco de su anteúltima participación en el Quilmes Rock. Fue el segundo tema en estrenarse durante 2009 después de Hombre en U. Este disco es presentado el 27/03/2010 en el Cerro Pucará de Jujuy. El 23 de abril tocaron en el estadio Orfeo Superdomo de Córdoba, mientras que el 15 de mayo hacen lo propio en el estadio Ruca Che, de Neuquén. Cabe destacar que ese mismo día tocaba Horcas en Colegiales en la grabación de su segundo disco en vivo, y justo se descompuso Gustavo Cerati también No Te Va Gustar tocaba en Buenos Aires. El día 27 tocaron en el Auditorio Ángel Bustelo. Los días 2 y 3 de junio, y después de 4 años, se presentaron en el estadio Luna Park para la presentación oficial del disco en Buenos Aires. De este disco se destacan los temas Hombre en U, Todos, Amapola del '66, Muerto a laburar, entre otros. Contaron con una gran cantidad de invitados. Incluso hicieron el cóver que Joe Cocker hizo de The Beatles, casi sobre el final del primer y segundo show. Estos dos recitales fueron dedicados a Gustavo Cerati, a pocos días de ser víctima de un ACV. Antes de tocar el tema que le da título al disco, Ricardo Mollo dijo lo siguiente: "Vamos a dedicarle este tema a una persona muy especial que está pasando por un momento muy fuerte, esperemos que se recupere pronto", y arrancó la canción. El 6 de junio cerraron la tercera edición del Festival Ciudad Emergente. El recital tuvo lugar en el Centro Cultural Recoleta. El 3 de julio, y después de un mes, la banda regresa al estadio Luna Park para seguir con la gira de este disco. El 10 de julio participan del Festival Salamanca Rock 2010, que tuvo lugar en el Club Sarmiento de La Banda, en Santiago del Estero. Tocaron junto a Catupecu Machu. El 24 de julio volvieron a Rosario, pero esta vez en el Salón Metropolitano. El 30 y 31 de julio vuelven otra vez al Teatro de Flores, y días después vuelven al Auditorio Sur de Temperley. El recital tuvo lugar el 21 de agosto. Luego vuelven nuevamente al Teatro de Flores los días 27 y 28 de agosto, dando otros dos shows. Se agregó una nueva función para el 16 de septiembre. 10 días después participaron de la Fiesta Nacional de la Primavera, que tuvo lugar en el Polideportivo Municipal de Monte Hermoso. El 8 de octubre vuelven al estadio Luna Park, fecha en la que se cumplieron 4 años de aquel accidente que sufrieron los chicos de ECOS. Participaron también Luis Alberto Spinetta, León Gieco, Los Auténticos Decadentes y otros más. 12 días después vuelven al mismo escenario, pero esta vez solos. El 5 de noviembre tenían previsto dar un concierto en Villa María, pero tuvo que ser suspendido debido a una descompensación física que sufrió Diego Arnedo. Después de lo sucedido, 8 días después tocaron en el Parque Urquiza de Rosario, y el 20 de noviembre hacen lo propio en el Palacio Aurinegro. El 23 de noviembre se presentan en el ciclo Teatro Por La Identidad, que tuvo lugar en la Ciudad Cultural Kónex. El 27, se presentan en el Festival LP 1.0, que tuvo lugar en el Hipódromo de La Plata. Tocaron junto a la banda uruguaya El Cuarteto de Nos. El 2 de diciembre tocan en el Auditorio Ángel Bustelo de Mendoza. El día 4 hacen lo propio en el estadio de Central Córdoba. Los días 8, 9, 14 y 16 de diciembre hacen sus respectivos shows en La Trastienda y en Flores, despidiendo un excelente año.

### 2011
Comienzan un nuevo año tocando el 22 de enero en el Teatro de Flores, por cuarto año consecutivo. El 29 de enero participaron en un festival gratuito realizado en la tierra natal de Arturo Jauretche. El 12 de febrero, encararon la ruta hacia La Pampa para tocar en el Polideportivo Municipal de Santa Rosa. El 26 y 27 de febrero regresan nuevamente al Teatro de Flores. El 4 de marzo tocan en el Predio Ferial de San Fernando del Valle de Catamarca, y el 8 y 9 de marzo, después de 4 años, tocan en el N/D Ateneo. Su última visita había sido en 2007. El 12 de marzo, y después de un año, vuelven a la discoteca LOW de Sunchales, en donde se habían presentado días antes de lanzar su último disco. El día 26 tocan en la disco Space de Quilmes. Su última visita había sido en junio del '99, cuando reinauguraron el local La Rockería. El 2 de abril, regresan otra vez al Anfiteatro Municipal Humberto de Nito. El 16 de abril tocan en el Orfeo Superdomo de Córdoba. Los días 20 y 21 de abril tocan por segunda vez en el año, la tercera en su carrera, en el N/D Ateneo. El 23 tocan en el Corsódromo de Arias, en Córdoba. El 7 y 8 de mayo, la banda regresa al Teatro de Flores una vez más. El día 14 tocan otra vez en el estadio Atenas de La Plata, después de un buen tiempo. El 25 y 26 de mayo hacen otros dos shows en el N/D Ateneo. Estos dos shows se realizaron bajo el ciclo Escuchá sentado por un rato. El 29 y 30 de junio regresan nuevamente al N/D Ateneo, en el marco de esa mini gira. El 8 de julio regresan otra vez a Space. El 26 de julio tocan en el Teatro Plaza de Godoy Cruz, y se agregó una nueva función para el día 27. Los días 6 y 7 de agosto se produce un nuevo regreso al famoso Teatro de Flores,  anteriormente llamado Teatro Fénix. El 1 de septiembre se dan el lujo de participar en el Zona Rock Córdoba 2011, realizado en Quality Espacio. Allí también participaron bandas como El Bordo, Eruca Sativa, Salta La Banca, La Vela Puerca y Las Manos de Filippi. Dos días después participaron de la edición mendocina del festival, aquella que se desarrolló en El Santo Disco, de Rodeo del Medio. 8 días después participan del Corrientes Rock 2011, que tuvo lugar en el Anfiteatro Mario del Tránsito Cocomarolla. El día 14 de octubre, tocan en el Teatro Coliseo, también en la mini gira Escuchá sentado por un rato. El 21 de octubre, la banda vuelve otra vez al Anfiteatro Municipal Humberto de Nito, reducto en el cual vienen tocando desde 2003. Los días 28 y 29 de octubre vuelven al Teatro de Flores otra vez. El 10 de noviembre, sale Audio y agua, un DVD que documenta uno de los dos shows brindados en el estadio Luna Park, en la presentación de Amapola del 66. El 19 de noviembre tocan en el Club Ingeniero Huergo de Comodoro Rivadavia, mientras que el día 26 hacen de la partida en el Teatro Auditorium, de Mar del Plata. Por localidades agotadas, la banda tuvo que agregar una nueva función para el día siguiente. Despiden el año tocando en La Plata y Flores los días 7, 10 y 11 de diciembre. Cabe destacar que ese año, Divididos fue la banda ganadora del Gardel de Oro por su enorme trayectoria.

### 2012
Comienzan el año tocando el 5 de marzo en la Fiesta Nacional de la Vendimia. Allí participaron también Ciro y los Persas, Julieta Venegas y Vicentico. El día 16, luego de participar en ese multitudinario Festival, vuelven al Teatro de Flores luego de tres meses sin tocar en ese familiar reducto. 9 días después, y luego de 16 años, la banda vuelve nuevamente a Morón. Esta vez su concierto tuvo lugar en la Casa de la Memoria y la Vida, donde tocó La Franela, banda que hasta el día de hoy lidera el exguitarrista de Los Piojos, Daniel Alberto "Piti" Fernández tras la separación de la banda. El recital se realizó precisamente el 25 de marzo de 2012. Su última vez fue en diciembre de 1996 en su gira por la Argentina y otros lugares, que lleva por nombre Tour Otroletravaladna/Divididos, realizado entre los años 1995 y 1998. El show fue el 28 de diciembre. El 31 de marzo regresan nuevamente a Quality Espacio, y a principios de abril, precisamente el día 7, se produce el regreso de la banda a Sunchales. El 21 de ese mes realizan un concierto en el Anfiteatro Municipal Humberto de Nito, y el 28 llegan a Uruguay después de un tiempo, cuyo recital tuvo lugar en el Teatro de Verano. La última vez fue en 2010 en su gira anterior desarrollada entre los años 2002 y 2010 en Argentina y otros países. El 4 y 5 de mayo realizan dos shows en el Teatro de Flores, en su regreso a la Argentina. En el segundo show, la banda interpretaba su tema Qué tal, hasta que de repente un individuo le arrojó un vaso de cerveza. Debido a eso, Mollo tuvo que interrumpir el recital por un instante, pero luego volvió todo a la normalidad y el recital siguió su curso. El 11 de mayo, la banda regresó al estadio de Central Córdoba de Tucumán. Allí contaron con dos invitados: Emiliano Agüero Cortés y Luciano "Lucho" Hoyos. Al día siguiente tocaron en el Microestadio Delmi, de Salta. El 8 y 9 de junio, tocaron otra vez más en el Teatro de Flores. El 18 y 19 de junio hacen dos shows masivos en La Trastienda, un reducto situado en San Telmo. El 11 de julio vuelven al Teatro de Flores, y agregan otro show para el día siguiente por localidades agotadas. El día 21 de ese mes tocan en el Club San Martín de Corrientes, y el 22 tocan en el Anfiteatro de la Juventud de Formosa, siendo ésta la primera presentación en esta provincia. El 11 y 12 de agosto hacen su repetida experiencia en el Teatro de Flores con dos shows a lleno total. Este es el quinto año consecutivo de la banda en ese reducto, ya que su primera visita fue en 2007 en la gira antecesora que duró 8 años. El 5 y 6 de septiembre tocan en La Trastienda Club, y el 28 y 29 se produce otro nuevo regreso a Flores. El 6 de octubre, la banda parte hacia Mendoza para ofrecer un recital extraordinario en el Arena Maipú. 10 días después vuelven a tocar en La Trastienda, y agregaron otro recital para el día 17. El 3 de noviembre regresan al Anfiteatro Municipal Humberto de Nito de Rosario, mientras que el día 10 realizan un recital en Quality Espacio de Córdoba, tocando allí después de un año, ya que habían participado del Zona Rock Córdoba 2011. El 14 y 15 de noviembre tocan en el Teatro Flores, y dos semanas después, precisamente el 30 de noviembre, tocaron en el recientemente inaugurado estudio Luis Alberto Spinetta, que lleva el nombre de una leyenda del rock argentino. Despiden el año haciendo dos funciones los días 19 y 20 de diciembre.

### 2013
Comienzan un nuevo año dando un recital en el Anfiteatro Municipal Humberto de Nito el día 10 de marzo. El 13 y 14 de ese mes tocan en el Teatro Flores en dos funciones arrolladoras. El 7 de abril participaron del Festival No Están Solos, a beneficio de los inundados en La Plata. Se desarrolló en el Planetario Galileo Galilei. Allí participaron también La Franela, Bersuit Vergarabat, Banda de Turistas, Catupecu Machu y otras bandas más. 13 días después tocaron en el Teatro Flores nuevamente. Los recitales tuvieron lugar el 20 y 21 de abril. El 1 y 2 de mayo hacen dos conciertos arrasadores en La Trastienda, a sala llena. El 11 de mayo se produce el regreso a Córdoba, tocando nuevamente en Quality Espacio. Su última visita había sido en 2012. El 22 de mayo, 11 días después de su show en Córdoba, tocan otra vez en el Teatro de Flores, y sumaron otra función más para el 23 de mayo. El 8 de junio, tocan en la disco El Santo, de Rodeo del Medio. 10 días después vuelven nuevamente al Teatro de Flores, y agregan una nueva función para el 19/06/2013. El 28 de junio tocaron en GAP, Mar del Plata. Allí contaron con la participación de un baterista que en ese momento tenía tan solo 7 años de edad. El pequeño se llama Santino, y con él tocaron un tema de su segundo disco, que se llama Ala delta. Además de aportar sus golpeteos en la batería, el joven aportaba sus coros. Resultó ser ovacionado por todo el público del lugar. Luego, el pequeño se retiró y le cedió su puesto a Catriel Ciavarella. Después de ese emocionante recital, el 5 de julio parten hacia Rosario para tocar en el Club Brown, El 13 de julio vuelven nuevamente a la ciudad de La Plata para realizar un recital en el estadio Atenas. Cabe destacar que cuando arrancó el show, iniciaron con un tema de Billy Bond y La Pesada del Rock and Roll, que se llama Salgan al sol y a la vez está incluido en su quinto disco, que se titula Gol de mujer. El 20 de julio, en plena celebración del Día del Amigo, la banda toca en el Club Echagüe de Paraná. Vuelven al Teatro de Flores los días 24 y 25 de julio. Un mes después, la banda toca en el estadio Aldo Cantoni de San Juan. El recital tuvo lugar el 24 de agosto. El 28 y 29 de agosto regresan nuevamente al Teatro de Flores, por sexto año consecutivo. Vuelven al mismo escenario en el mes siguiente. Esos dos shows tuvieron lugar el 27 y 28 de septiembre. El 10 de octubre, la banda regresa a Neuquén. El recital tuvo lugar en el estadio Ruca Che. 7 días después vuelven al Parque Sarmiento de Córdoba, en donde no tocaban desde el 15/03/2008, cuando esa vez formaron parte del Pepsi Music On Tour. El 19 vuelven otra vez a Quality Espacio. El 2 de noviembre tocan en el Anfiteatro Martín Fierro de Tandil, en donde hicieron un repaso de toda su carrera, incluidos los temas de su último disco. El día 16 vuelven otra vez al Anfiteatro Municipal Humberto de Nito. El día 21 de noviembre, la banda vuelve a tocar otra vez en el estadio de Central Córdoba, de la Provincia de Tucumán. Dos días después, precisamente el 23 de noviembre, la banda participa del Salta Boombox Festival, en donde tocaron junto con Bersuit Vergarabat. El 30 de noviembre, Divididos realiza un concierto arrollador en el Mandarine Park. Finalmente, para despedir el año, tocan el 19 de diciembre en el Teatro Flores, como ya es costumbre para la banda.

### 2014
Comienzan el año tocando el 8 de febrero en la Plaza Rivadavia de Lincoln, en el marco del Festival Lincoln Es Carnaval 2014. Cabe destacar que durante el recital, un inadaptado dejó encerrada a su hija en un auto para ir a ver a la banda. En un instante, Ricardo Mollo tuvo que parar para ir a buscar a la pequeña. "Vení, loco, vení a buscar a tu hija, animal", fueron las palabras de Ricardo hacia el individuo, dado que este no reaccionó. Antes de que este apareciera, Ricardo Mollo la cobijó en sus brazos, y luego, el recital siguió su curso. Luego de este suceso, el 14 de febrero, la banda participa en la Fiesta del Lago 2014 junto a otros artistas, y el 21 y 22 de febrero tocan por primera vez en el año y por séptimo año consecutivo en el Teatro de Flores, dando dos funciones arrolladoras. Un mes después vuelven a la discoteca El Santo, de Rodeo del Medio. Luego parten hacia Sunchales para dar un concierto en la discoteca LOW el 29 de marzo. El día 6 de abril vuelven al Anfiteatro Humberto de Nito. Muchos fanes creían que se iba a suspender por la lluvia, pero finalmente pudo hacerse. El 19 de abril tuvieron la oportunidad de realizar un concierto al aire libre en Mandarine Park. El 26 de abril se realiza un concierto en el estadio Atenas de La Plata. Luego volvieron a Mar del Plata el día 3 de mayo para tocar en el estadio Polideportivo Islas Malvinas. El 10 de mayo vuelven otra vez a Quality Espacio. El 30 de mayo, la banda vuelve a tocar nuevamente en el Teatro de Flores. Se agregó una nueva función para el día posterior. El 12 y 14 de junio tocan en Chubut, dando dos shows en Comodoro Rivadavia y Trelew, respectivamente. El 27 y 28 de junio vuelven por tercera vez en el año al Teatro de Flores. El 31 de julio tuvieron la oportunidad de tocar en Club Tokio, en Misiones. El 2 de agosto, la banda toca en el Club Regatas de Corrientes, en el marco de sus 26 años de trayectoria, con su tradicional pared de equipos. El 9 de agosto se realiza un concierto en el estadio de Unión, en la provincia de Santa Fe. El 21 de agosto, y tras 4 años de espera, se anuncia el regreso de la banda al mítico estadio Luna Park. El recital contó con la participación especial de Merlín Atahualpa Mollo Oreiro, hijo de Ricardo Mollo y la uruguaya radicada en Argentina Natalia Oreiro, que es la esposa del guitarrista. El 12 de septiembre tocan en el estadio de Estudiantes de Santa Rosa. El 14 tocan en el Club Universitario FISA de Bahía Blanca. El 19 de septiembre, y por entradas agotadas del 21 de agosto, tocan otra vez en el estadio Luna Park. En "Brillo triste de un canchero" se incluyó el final de En la ciudad de la furia, en homenaje a Gustavo Cerati, fallecido días antes. El 26 y 27 hacen dos shows en el Club Brown de Rosario. Luego, el 18 de octubre participan del festival Expo Nuevas Empresas, que tuvo lugar en el Anfiteatro Ave Fénix. Durante la interpretación de Hombre en U, Ricardo Mollo se cayó pero no sufrió heridas. Al poco tiempo, se levantó y siguió tocando. Realizó una versión graciosa de la canción. Luego del show en San Luis, la banda tocó el 25 de octubre en el estadio Luna Park por tercera vez en el año. El 1 de noviembre iban a tocar en Junín, pero fue postergado debido a las graves inundaciones en la ciudad. El 15 de noviembre partieron otra vez hacia Chile, después de unos años de espera. El 29 de noviembre tocaron otra vez en Quality Espacio, de regreso en Argentina. El 7 de diciembre participaron de la Fiesta de la Cerveza, realizada en el Espacio Verde Luis Menotti Pescarmona. Participaron también otros artistas. El 27 de diciembre, la banda despide el año en el estadio Luna Park, haciendo su cuarto show del año en ese estadio.

### 2015
Comienzan un nuevo año de vida tocando en el Predio de la Fiesta Nacional de la Manzana, donde anualmente se desarrolla esa fiesta. El 21 de febrero, la banda se presenta en el Complejo Municipal General San Martín, de Junín. La fecha original del concierto era el 01/11/2014. El 6 y 7 de marzo, luego de un par de meses, se produce el regreso de la banda al Teatro de Flores, ya que este estaba cerrado por un tiempo. El 14 de marzo tocan en el Anfiteatro Municipal Humberto de Nito, y el 19 hacen lo suyo en el estadio Federación, de San Salvador de Jujuy. El 21, Divididos regresa al estadio de Central Córdoba de Tucumán luego de un tiempo sin tocar allí. El 9 y 10 de abril hacen otros dos shows multitudinarios en el Teatro de Flores. El 18 de abril vuelven a tocar en San Juan después de un año y varios meses. El recital tuvo lugar en el estadio Aldo Cantoni. El 24 de abril vuelven a tocar otra vez en la ciudad de La Plata, cuyo concierto tuvo lugar en el estadio Atenas de esa ciudad. El 16 de mayo, la banda tocó en Córdoba, dando así un concierto en el espacio Quality. "Ayer se fue un hombre que nos enseñó el blues, se fue a juntar con otro hombre que también nos enseñó el blues". Esas fueron las palabras de Ricardo Mollo en homenaje al recientemente fallecido BB King. El 29 y 30 de mayo dieron otros dos shows en el Teatro de Flores. El 10 de junio se cumplieron 27 años desde que comenzaron a tocar, y los días 18 y 19 de junio hicieron otros dos shows en el Teatro de Flores, a modo de festejo. 8 días después, es decir el 27/06/2015, Divididos regresó a la ciudad de San Nicolás de los Arroyos. El recital se desarrolló en el Club Belgrano. La última vez que Divididos tocó en San Nicolás de los Arroyos había sido el 16 de mayo de 2003, en la gira de presentación de Vengo del placard de otro. Después de un tiempo sin tocar, la banda regresó otra vez a Bariloche. El recital tuvo lugar en el Centro Cívico , en el marco de una nueva edición de la Fiesta Nacional de la Nieve. A principios de septiembre hacen un doblete en el estadio Luna Park, en el marco de su gira por el país. Los dos shows tuvieron lugar el 4 y 5 de septiembre. El 12 y 13 de septiembre tocaron en las provincias de Misiones y Corrientes. Los recitales tuvieron lugar en Oberá y la capital correntina. El segundo recital consistió en la participación de la banda en el Taragüí Rock 6 días después, la banda vuelve a Mar del Plata tras un buen tiempo de ausencia, y el recital tuvo lugar en el Club Once Unidos. En octubre tocan en Santa Rosa y Bahía Blanca. Los dos shows tuvieron lugar el 16 y 18 de octubre en el Club Estudiantes y en la Corporación de Comercio. El 22 y 23, la banda vuelve a tocar otra vez en el Teatro de Flores. El día 31, Divididos toca en el Anfiteatro Juancho Garcilazo. El 7 de noviembre tocaron en el Anfiteatro Municipal Humberto de Nito, en Rosario . 7 días después participaron del regreso del Mastai, que también contó con la participación del francés nacionalizado español Manu Chao, Ciro y los Persas, Boom Boom Kid, Contravos (banda liderada por Gabriela Jurado), Lisandro Aristimuño, Los Pérez García y las bandas uruguayas Cuatro Pesos de Propina, No Te Va Gustar y Onda Vaga, esta última está formada por músicos nacidos en Argentina. El festival se desarrolló el 14 de noviembre en el Balneario Municipal de San Pedro. El 20 de noviembre, la banda regresa otra vez al Teatro de Flores. El 28, la banda vuelve a Quality Espacio, repitiendo lo hecho en mayo. El 5 de diciembre, realizan un concierto en el estadio Atenas de La Plata. Los días 11, 12, 19 y 20 de diciembre despiden el año en el Teatro de Flores, el familiar reducto de la banda.

### 2016
Comienzan el año con tres shows en el Teatro de Flores, el 25, 26 y 27 de febrero. El 12 de marzo, la banda toca en Low Disco de Sunchales. Luego hicieron dos shows en Córdoba: Uno en Río Cuarto el 24 y el otro en La Falda el 26. El 31 de marzo y 2 de abril realizan dos shows en Rosario. Tuvieron lugar en el Anfiteatro Municipal Humberto de Nito y en el Auditorio Fundación Astengo. Los días 7 y 9 de abril, la banda da dos shows en el norte argentino. Los dos conciertos tuvieron lugar en el Microestadio Delmi y el estadio de Central Córdoba. El día jueves 14 de abril, la banda regresa después de unos meses al estadio Luna Park. La última vez que Divididos tocó en el Luna fue durante septiembre, el viernes 4 y sábado 5. El 6 y 7 de mayo hacen otros dos shows en el Teatro de Flores. El 11 y 12 de mayo, Divididos toca dos veces en el Teatro Coliseo. En los dos conciertos contaron con varios invitados, entre los que se destaca la cantante Soledad Pastorutti. Con ella, la banda liderada por Ricardo Mollo cantó en el concierto del jueves el tema La flor azul, un cóver del padre de Diego Arnedo, que a la vez está incluido en su último disco, que fue lanzado seis años antes. El 11 de junio, el día posterior a los 28 años de Divididos, la banda toca en el Anfiteatro Martín Fierro, de Tandil. El 17 y 19 de junio, la banda regresa a Comodoro Rivadavia y Puerto Madryn, y los conciertos tuvieron lugar en el Predio Ferial y en el Nuevo Palacio Aurinegro. El 25 de junio, la banda regresa otra vez a Mendoza para tocar en la discoteca El Santo, de Rodeo del Medio. El 7, 8 y 9 de julio volvieron a tocar en el Teatro de Flores. El 20 de agosto, Divididos vuelve a Quality Espacio, donde tocaron en mayo y noviembre de 2015. El 25, 26 y 27 de agosto hicieron otros tres shows en el Teatro de Flores, en donde vienen presentándose desde 2007. El 14 y 15 de septiembre, la banda regresó a Mar del Plata, con dos recitales a full en el Teatro Radio City. No tocaban en Mar del Plata desde el 19/09/2015, y oficialmente no tocaban en el Teatro Radio City desde el 25 de septiembre de 2003 en el marco de su gira por la Argentina. El 29 y 30 de septiembre hacen otros dos conciertos en el Teatro Coliseo, donde tocaron por última vez en mayo. El 8 de octubre, la banda regresó a La Plata, volviendo a tocar en el estadio Atenas como el 5 de diciembre de 2015. El 16 y 17 de octubre, la banda regresó al Teatro Plaza tras 5 años de ausencia. La última vez que la banda tocó en el Teatro Plaza fue el 26 y 27/07/2011 en el marco de su mini gira Escuchá sentado por un rato. El 29 de octubre, Divididos toca por primera vez en Olavarría. El recital tuvo lugar en el Club Estudiantes. El 10 y 12 de noviembre, la banda tocó en el Club Bomberos Voluntarios de Bariloche y en el estadio Ruca Che de Neuquén. El recital del día 10 casi se suspende porque la organización no despegó los afiches que colocaron sin permiso. El 26 de noviembre, y después de 13 años, la banda vuelve a tocar otra vez en el Microestadio de Lanús, donde no tocaban desde el 23/08/2003 en el marco de su gira Vivo acá despidiendo el año y el disco Habla tu espejo. El 1 de diciembre, como ya es costumbre, la banda volvió a Rosario, cuya presentación tuvo lugar otra vez en el Auditorio Fundación Astengo. El 3 de diciembre, la banda hace un segundo show en Rosario, que se desarrolló en el Anfiteatro Municipal Humberto de Nito. Despiden el año con tres shows en el Teatro Flores el 21, 22 y 23 de diciembre.

### 2017
La banda comienza un nuevo año de trayectoria tocando el 28 de enero en el Polideportivo Municipal de Pinamar. El 24 y 25 de febrero hacen un doblete en el Teatro de Flores, por décimo año consecutivo. Se agregó una nueva función para el 1 de marzo por localidades agotadas. El 9 y 10 de marzo, la banda tocó nuevamente en Quality Espacio. El 25 y 26 de marzo, la banda dio dos shows en el Teatro Gran Rex, donde volvieron a tocar tras 12 años de ausencia. El 28 y 29 de abril, la banda regresó otra vez al Teatro de Flores. El 13 de mayo, la banda regresó a San Juan para dar un nuevo concierto en el estadio Aldo Cantoni. El 25 y 26 de mayo dan otros dos shows en el Teatro, el primero en coincidencia con los 207 años de la Revolución de Mayo. El 10 de junio, a 29 años de su primer concierto en Flores, la banda regresó a Tucumán, volviendo a tocar en el estadio de Central Córdoba. Ese día tocó Rata Blanca en el Parque de la Exposición, con Pablo Motyczak en el bajo ocupando el lugar del recientemente fallecido Guillermo Sánchez. El 18 y 19 de junio, la banda realizó otros dos shows en el Teatro Flores. El 8 de julio, Divididos regresó a Uruguay después de 5 años. Su última visita había sido el 28 de abril de 2012. Ese día (8 de julio), La Renga tenía planeado dar un concierto en el estadio de Huracán, pero a raíz de la no autorización del gobierno, el show no se pudo dar. El recital de regreso de Divididos a Uruguay tuvo lugar en el Centro de Espectáculos Landia. El 2 y 3 de agosto, la banda regresó al Teatro Gran Rex. El 17 de agosto, día del cumpleaños de Ricardo Mollo, la banda da su recital número 18 en el estadio Luna Park. Por localidades agotadas de la primera fecha, el 7 de septiembre dieron un nuevo concierto en ese estadio. El 23 de septiembre, la banda toca por primera vez en el Estadio Andes Foot-Ball Club de General Alvear. El 7 de octubre, la banda hizo lo suyo en el estadio cubierto de Unión de Santa Fe. El 14 y 15 de octubre, la banda hace dos shows para menores en El Teatro de Flores. El 26 de octubre regresaron otra vez al Club Tokio. Luego dieron otro recital en el Club Regatas el día  28 de octubre. El  4 de noviembre, la banda regresa otra vez a Quality Espacio. El 18 de noviembre tocaron nuevamente en el estadio Once Unidos. El 24 y 25 de noviembre hacen otros dos nuevos shows en el Teatro Flores. El 9 y  10 de diciembre, la banda vuelve al Teatro Gran Rex para hacer otros dos nuevos shows. Su última vez fue en agosto. El 16 y 17 de diciembre, la banda vuelve al Teatro de Flores para despedir el año.

### 2018
Comienzan un nuevo año tocando los días 15, 16 y 18 de febrero en el Teatro de Flores. El último concierto fue para niños como el año pasado. El 10 de marzo, y tras casi un año y tres meses, la banda regresó a Rosario, y la sede elegida para realizar el concierto fue el Salón Metropolitano, en donde lo hicieron La Renga en 2012 y 2015 , No Te Va Gustar   en 2011,2013,2015 y 2018 y  Ciro y los Persas en 2016 y 2017. El 6 de abril sale un tema nuevo, que se titula Caballos de la noche, cuya melodía es igual a la de la canción instrumental La foca, del primer álbum de estudio. El 7 de abril tocaron por primera vez en el Teatro Sur del barrio porteño de Nueva Pompeya. Ese día, Rata Blanca hizo lo suyo en Cali, La Renga en Villa Mercedes,No Te Va Gustar en Rosario y Malón en José C. Paz. El 21 de abril, la banda realiza su recital número 20 en el estadio Luna Park. Allí estrenaron el tema Caballos de la noche, que contiene la melodía de un tema muy conocido de la banda. El 5 de mayo, la banda regresó nuevamente al estadio Atenas de La Plata. El 12 de mayo, la banda regresa otra vez en su carrera al Quality Espacio. 12 días después, la banda regresó por segunda vez en el año al estadio Luna Park, siendo este su show número 21 en ese recinto, y son superados por Ciro y los Persas, quienes les llevan 9 shows de diferencia en ese estadio.

## Conciertos
- 27/03/2010 - Cerro Pucará, Tilcara
- 23/04/2010 - Orfeo Superdomo, Córdoba
- 15/05/2010 - Estadio Ruca Che, Neuquén
- 27/05/2010 - Auditorio Ángel Bustelo, Mendoza
- 02/06/2010 - Estadio Luna Park, Buenos Aires
- 03/06/2010 - Estadio Luna Park, Buenos Aires
- 06/06/2010 - Centro Cultural Recoleta, Buenos Aires
- 03/07/2010 - Estadio Luna Park, Buenos Aires
- 10/07/2010 - Club Sarmiento, La Banda
- 24/07/2010 - Salón Metropolitano, Rosario
- 30/07/2010 - El Teatro, Flores
- 31/07/2010 - El Teatro, Flores
- 21/08/2010 - Auditorio Sur, Temperley
- 27/08/2010 - El Teatro, Flores
- 28/08/2010 - El Teatro, Flores
- 16/09/2010 - El Teatro, Flores
- 26/09/2010 - Polideportivo Municipal, Monte Hermoso
- 08/10/2010 - Estadio Luna Park, Buenos Aires
- 20/10/2010 - Estadio Luna Park, Buenos Aires
- 13/11/2010 - Anfiteatro Parque Urquiza, Rosario
- 20/11/2010 - Palacio Aurinegro, Puerto Madryn
- 23/11/2010 - Ciudad Cultural Kónex, Buenos Aires
- 27/11/2010 - Hipódromo La Plata, La Plata
- 02/12/2010 - Auditorio Ángel Bustelo, Mendoza
- 04/12/2010 - Estadio Central Córdoba, Tucumán
- 08/12/2010 - La Trastienda Club, Buenos Aires
- 09/12/2010 - La Trastienda Club, Buenos Aires
- 14/12/2010 - El Teatro, Flores
- 16/12/2010 - El Teatro, Flores
- 22/01/2011 - El Teatro, Flores
- 29/01/2011 - Plaza Rivadavia, Lincoln
- 12/02/2011 - Polideportivo Municipal, Santa Rosa
- 26/02/2011 - El Teatro, Flores
- 27/02/2011 - El Teatro, Flores
- 04/03/2011 - Predio Ferial, Catamarca
- 08/03/2011 - N/D Ateneo, Buenos Aires
- 09/03/2011 - N/D Ateneo, Buenos Aires
- 12/03/2011 - Low Disco, Sunchales
- 26/03/2011 - Space Disco, Quilmes
- 02/04/2011 - Anfiteatro Municipal Humberto de Nito, Rosario
- 16/04/2011 - Orfeo Superdomo, Córdoba
- 20/04/2011 - N/D Ateneo, Buenos Aires
- 21/04/2011 - N/D Ateneo, Buenos Aires
- 23/04/2011 - Corsódromo, Arias
- 07/05/2011 - El Teatro, Flores
- 08/05/2011 - El Teatro, Flores
- 14/05/2011 - Estadio Atenas, La Plata
- 25/05/2011 - N/D Ateneo, Buenos Aires
- 26/05/2011 - N/D Ateneo, Buenos Aires
- 29/06/2011 - N/D Ateneo, Buenos Aires
- 30/06/2011 - N/D Ateneo, Buenos Aires
- 08/07/2011 - Space Disco, Quilmes
- 26/07/2011 - Teatro Plaza, Godoy Cruz
- 27/07/2011 - Teatro Plaza, Godoy Cruz
- 06/08/2011 - El Teatro, Flores
- 07/08/2011 - El Teatro, Flores
- 01/09/2011 - Quality Espacio, Córdoba
- 03/09/2011 - El Santo Disco, Rodeo del Medio
- 11/09/2011 - Anfiteatro Mario del Tránsito Cocomarola, Corrientes
- 14/10/2011 - Teatro Coliseo, Buenos Aires
- 21/10/2011 - Anfiteatro Municipal Humberto de Nito, Rosario
- 28/10/2011 - El Teatro, Flores
- 29/10/2011 - El Teatro, Flores
- 19/11/2011 - Club Ingeniero Huergo, Comodoro Rivadavia
- 26/11/2011 - Teatro Auditorium, Mar del Plata
- 27/11/2011 - Teatro Auditorium, Mar del Plata
- 07/12/2011 - Estadio Atenas, La Plata
- 10/12/2011 - El Teatro, Flores
- 11/12/2011 - El Teatro, Flores
- 05/03/2012 - Teatro Griego Frank Romero Day, Mendoza
- 16/03/2012 - El Teatro, Flores
- 25/03/2012 - Casa de la Memoria y la Vida, Morón
- 31/03/2012 - Quality Espacio, Córdoba
- 07/04/2012 - Low Disco, Sunchales
- 21/04/2012 - Anfiteatro Municipal Humberto de Nito, Rosario
- 28/04/2012 - Teatro de Verano, Montevideo
- 04/05/2012 - El Teatro, Flores
- 05/05/2012 - El Teatro, Flores
- 11/05/2012 - Estadio Central Córdoba, Tucumán
- 12/05/2012 - Microestadio Delmi, Salta
- 08/06/2012 - El Teatro, Flores
- 09/06/2012 - El Teatro, Flores
- 18/06/2012 - La Trastienda Club, Buenos Aires
- 19/06/2012 - La Trastienda Club, Buenos Aires
- 11/07/2012 - El Teatro, Flores
- 12/07/2012 - El Teatro, Flores
- 21/07/2012 - Club Regatas, Corrientes
- 22/07/2012 - Anfiteatro de la Juventud, Formosa
- 11/08/2012 - El Teatro, Flores
- 12/08/2012 - El Teatro, Flores
- 05/09/2012 - La Trastienda Club, Buenos Aires
- 06/09/2012 - La Trastienda Club, Buenos Aires
- 28/09/2012 - El Teatro, Flores
- 29/09/2012 - El Teatro, Flores
- 06/10/2012 - Arena Maipú, Mendoza
- 16/10/2012 - La Trastienda Club, Buenos Aires
- 17/10/2012 - La Trastienda Club, Buenos Aires
- 03/11/2012 - Anfiteatro Municipal Humberto de Nito, Rosario
- 10/11/2012 - Quality Espacio, Córdoba
- 14/11/2012 - El Teatro, Flores
- 15/11/2012 - El Teatro, Flores
- 30/11/2012 - Estudio Luis Alberto Spinetta, Buenos Aires
- 19/12/2012 - El Teatro, Flores
- 20/12/2012 - El Teatro, Flores
- 10/03/2013 - Anfiteatro Municipal Humberto de Nito, Rosario
- 13/03/2013 - El Teatro, Flores
- 14/03/2013 - El Teatro, Flores
- 07/04/2013 - Planetario Galileo Galilei, Buenos Aires
- 20/04/2013 - El Teatro, Flores
- 21/04/2013 - El Teatro, Flores
- 01/05/2013 - La Trastienda Club, Buenos Aires
- 02/05/2013 - La Trastienda Club, Buenos Aires
- 11/05/2013 - Quality Espacio, Córdoba
- 22/05/2013 - El Teatro, Flores
- 23/05/2013 - El Teatro, Flores
- 08/06/2013 - El Santo Disco, Rodeo del Medio
- 18/06/2013 - El Teatro, Flores
- 19/06/2013 - El Teatro, Flores
- 28/06/2013 - GAP, Mar del Plata
- 05/07/2013 - Club Brown, Rosario
- 13/07/2013 - Estadio Atenas, La Plata
- 20/07/2013 - Club Echagüe, Paraná
- 24/07/2013 - El Teatro, Flores
- 25/07/2013 - El Teatro, Flores
- 24/08/2013 - Estadio Aldo Cantoni, San Juan
- 28/08/2013 - El Teatro, Flores
- 29/08/2013 - El Teatro, Flores
- 27/09/2013 - El Teatro, Flores
- 28/09/2013 - El Teatro, Flores
- 10/10/2013 - Estadio Ruca Che, Neuquén
- 17/10/2013 - Parque Sarmiento, Río Cuarto
- 19/10/2013 - Quality Espacio, Córdoba
- 02/11/2013 - Anfiteatro Martín Fierro, Tandil
- 16/11/2013 - Anfiteatro Municipal Humberto de Nito, Rosario
- 21/11/2013 - Estadio Central Córdoba, Tucumán
- 23/11/2013 - Centro de Convenciones de Salta, Salta
- 30/11/2013 - Mandarine Park, Buenos Aires
- 19/12/2013 - El Teatro, Flores
- 08/02/2014 - Plaza Rivadavia, Lincoln
- 14/02/2014 - Anfiteatro del Bosque, El Calafate
- 21/02/2014 - El Teatro, Flores
- 22/02/2014 - El Teatro, Flores
- 22/03/2014 - El Santo Disco, Rodeo del Medio
- 29/03/2014 - Low Disco, Sunchales
- 06/04/2014 - Anfiteatro Municipal Humberto de Nito, Rosario
- 19/04/2014 - Mandarine Park, Buenos Aires
- 26/04/2014 - Estadio Atenas, La Plata
- 03/05/2014 - Estadio Polideportivo Islas Malvinas, Mar del Plata
- 10/05/2014 - Quality Espacio, Córdoba
- 30/05/2014 - El Teatro, Flores
- 31/05/2014 - El Teatro, Flores
- 12/06/2014 - Predio Ferial, Comodoro Rivadavia
- 14/06/2014 - Gimnasio Municipal N.º 1, Trelew
- 27/06/2014 - El Teatro, Flores
- 28/06/2014 - El Teatro, Flores
- 31/07/2014 - Club Tokio, Posadas
- 02/08/2014 - Club Regatas, Corrientes
- 09/08/2014 - Estadio 15 de Abril, Santa Fe
- 21/08/2014 - Estadio Luna Park, Buenos Aires
- 12/09/2014 - Club Estudiantes, Santa Rosa
- 14/09/2014 - Club Universitario FISA, Bahía Blanca
- 19/09/2014 - Estadio Luna Park, Buenos Aires
- 26/09/2014 - Club Brown, Rosario
- 27/09/2014 - Club Brown, Rosario
- 18/10/2014 - Anfiteatro Ave Fénix, San Luis
- 25/10/2014 - Estadio Luna Park, Buenos Aires
- 15/11/2014 - Club Hípico, Santiago
- 29/11/2014 - Quality Espacio, Córdoba
- 07/12/2014 - Espacio Verde Luis Menotti Pescarmona, Godoy Cruz
- 27/12/2014 - Estadio Luna Park, Buenos Aires
- 06/02/2015 - Predio de la Fiesta Nacional de la Manzana, General Roca
- 21/02/2015 - Complejo Municipal General San Martín, Junín
- 06/03/2015 - El Teatro, Flores
- 07/03/2015 - El Teatro, Flores
- 14/03/2015 - Anfiteatro Municipal Humberto de Nito, Rosario
- 19/03/2015 - Estadio Federación, Jujuy
- 21/03/2015 - Estadio Central Córdoba, Tucumán
- 09/04/2015 - El Teatro, Flores
- 10/04/2015 - El Teatro, Flores
- 18/04/2015 - Estadio Aldo Cantoni, San Juan
- 24/04/2015 - Estadio Atenas, La Plata
- 16/05/2015 - Quality Espacio, Córdoba
- 29/05/2015 - El Teatro, Flores
- 30/05/2015 - El Teatro, Flores
- 18/06/2015 - El Teatro, Flores
- 19/06/2015 - El Teatro, Flores
- 27/06/2015 - Club Belgrano, San Nicolás de los Arroyos
- 14/08/2015 - Centro Cívico, Bariloche
- 04/09/2015 - Estadio Luna Park, Buenos Aires
- 05/09/2015 - Estadio Luna Park, Buenos Aires
- 12/09/2015 - Anfiteatro Parque de las Naciones, Oberá
- 13/09/2015 - Anfiteatro Mario del Tránsito Cocomarola, Corrientes
- 19/09/2015 - Club Once Unidos, Mar del Plata
- 16/10/2015 - Club Estudiantes, Santa Rosa
- 18/10/2015 - Corporación de Comercio, Bahía Blanca
- 22/10/2015 - El Teatro, Flores
- 23/10/2015 - El Teatro, Flores
- 31/10/2015 - Anfiteatro Juancho Garcilazo, Federación
- 07/11/2015 - Anfiteatro Municipal Humberto de Nito, Rosario
- 14/11/2015 - Balneario Municipal, San Pedro
- 20/11/2015 - El Teatro, Flores
- 28/11/2015 - Quality Espacio, Córdoba
- 05/12/2015 - Estadio Atenas, La Plata
- 11/12/2015 - El Teatro, Flores
- 12/12/2015 - El Teatro, Flores
- 19/12/2015 - El Teatro, Flores
- 20/12/2015 - El Teatro, Flores
- 25/02/2016 - El Teatro, Flores
- 26/02/2016 - El Teatro, Flores
- 27/02/2016 - El Teatro, Flores
- 12/03/2016 - Low Disco, Sunchales
- 24/03/2016 - Sociedad Rural, Río Cuarto
- 26/03/2016 - Anfiteatro Municipal Carlos Gardel, La Falda
- 31/03/2016 - Anfiteatro Municipal Humberto de Nito, Rosario
- 02/04/2016 - Auditorio Fundación Astengo, Rosario
- 07/04/2016 - Microestadio Delmi, Salta
- 09/04/2016 - Estadio Central Córdoba, Tucumán
- 14/04/2016 - Estadio Luna Park, Buenos Aires
- 06/05/2016 - El Teatro, Flores
- 07/05/2016 - El Teatro, Flores
- 11/05/2016 - Teatro Coliseo, Buenos Aires
- 12/05/2016 - Teatro Coliseo, Buenos Aires
- 11/06/2016 - Anfiteatro Martín Fierro, Tandil
- 17/06/2016 - Predio Ferial, Comodoro Rivadavia
- 19/06/2016 - Nuevo Palacio Aurinegro, Puerto Madryn
- 25/06/2016 - El Santo Disco, Rodeo del Medio
- 07/07/2016 - El Teatro, Flores
- 08/07/2016 - El Teatro, Flores
- 09/07/2016 - El Teatro, Flores
- 20/08/2016 - Quality Espacio, Córdoba
- 25/08/2016 - El Teatro, Flores
- 26/08/2016 - El Teatro, Flores
- 27/08/2016 - El Teatro, Flores
- 14/09/2016 - Teatro Radio City, Mar del Plata
- 15/09/2016 - Teatro Radio City, Mar del Plata
- 29/09/2016 - Teatro Coliseo, Buenos Aires
- 30/09/2016 - Teatro Coliseo, Buenos Aires
- 08/10/2016 - Estadio Atenas, La Plata
- 16/10/2016 - Teatro Plaza, Godoy Cruz
- 17/10/2016 - Teatro Plaza, Godoy Cruz
- 29/10/2016 - Club Estudiantes, Olavarría
- 10/11/2016 - Club Bomberos Voluntarios, Bariloche
- 12/11/2016 - Estadio Ruca Che, Neuquén
- 26/11/2016 - Microestadio Antonio Rotili, Lanús
- 01/12/2016 - Auditorio Fundación Astengo, Rosario
- 03/12/2016 - Anfiteatro Municipal Humberto de Nito, Rosario
- 21/12/2016 - El Teatro, Flores
- 22/12/2016 - El Teatro, Flores
- 23/12/2016 - El Teatro, Flores
- 28/01/2017 - Polideportivo Municipal, Pinamar
- 24/02/2017 - El Teatro, Flores
- 25/02/2017 - El Teatro, Flores
- 01/03/2017 - El Teatro, Flores
- 09/03/2017 - Quality Espacio, Córdoba
- 10/03/2017 - Quality Espacio, Córdoba
- 25/03/2017 - Teatro Gran Rex, Buenos Aires
- 26/03/2017 - Teatro Gran Rex, Buenos Aires
- 28/04/2017 - El Teatro, Flores
- 29/04/2017 - El Teatro, Flores
- 13/05/2017 - Estadio Aldo Cantoni, San Juan
- 25/05/2017 - El Teatro, Flores
- 26/05/2017 - El Teatro, Flores
- 10/06/2017 - Estadio Central Córdoba, Tucumán
- 18/06/2017 - El Teatro, Flores
- 19/06/2017 - El Teatro, Flores
- 08/07/2017 - Landia, Canelones
- 02/08/2017 - Teatro Gran Rex, Buenos Aires
- 03/08/2017 - Teatro Gran Rex, Buenos Aires
- 17/08/2017 - Estadio Luna Park, Buenos Aires
- 07/09/2017 - Estadio Luna Park, Buenos Aires
- 23/09/2017 - Andes Foot-Ball Club, General Alvear
- 07/10/2017 - Estadio Ángel Malvicino, Santa Fe
- 14/10/2017 - El Teatro, Flores
- 15/10/2017 - El Teatro, Flores
- 26/10/2017 - Club Tokio, Posadas
- 28/10/2017 - Club Regatas, Corrientes
- 04/11/2017 - Quality Espacio, Córdoba
- 18/11/2017 - Club Once Unidos, Mar del Plata
- 24/11/2017 - El Teatro, Flores
- 25/11/2017 - El Teatro, Flores
- 09/12/2017 - Teatro Gran Rex, Buenos Aires
- 10/12/2017 - Teatro Gran Rex, Buenos Aires
- 16/12/2017 - El Teatro, Flores
- 17/12/2017 - El Teatro, Flores
- 15/02/2018 - El Teatro, Flores
- 16/02/2018 - El Teatro, Flores
- 18/02/2018 - El Teatro, Flores
- 10/03/2018 - Salón Metropolitano, Rosario
- 07/04/2018 - El Teatro Sur, Buenos Aires
- 21/04/2018 - Estadio Luna Park, Buenos Aires
- 05/05/2018 - Estadio Atenas, La Plata
- 12/05/2018 - Quality Espacio, Córdoba
- 24/05/2018 - Estadio Luna Park, Buenos Aires

## Conciertos suspendidos y/o reprogramados
- 05/11/2010 - Campus de la Universidad Nacional de Villa María, Villa María
- 01/11/2014 - Complejo Municipal General San Martín, Junín
- 19/10/2017 - Club Tokio, Posadas
- 21/10/2017 - Club Regatas, Corrientes

## Formación durante la gira
- Ricardo Mollo - Voz y guitarra eléctrica (1988-Actualidad)
- Diego Arnedo - Bajo (1988-Actualidad)
- Catriel Ciavarella - Batería (2004-Actualidad)